# Oraciones católicas a Jesús

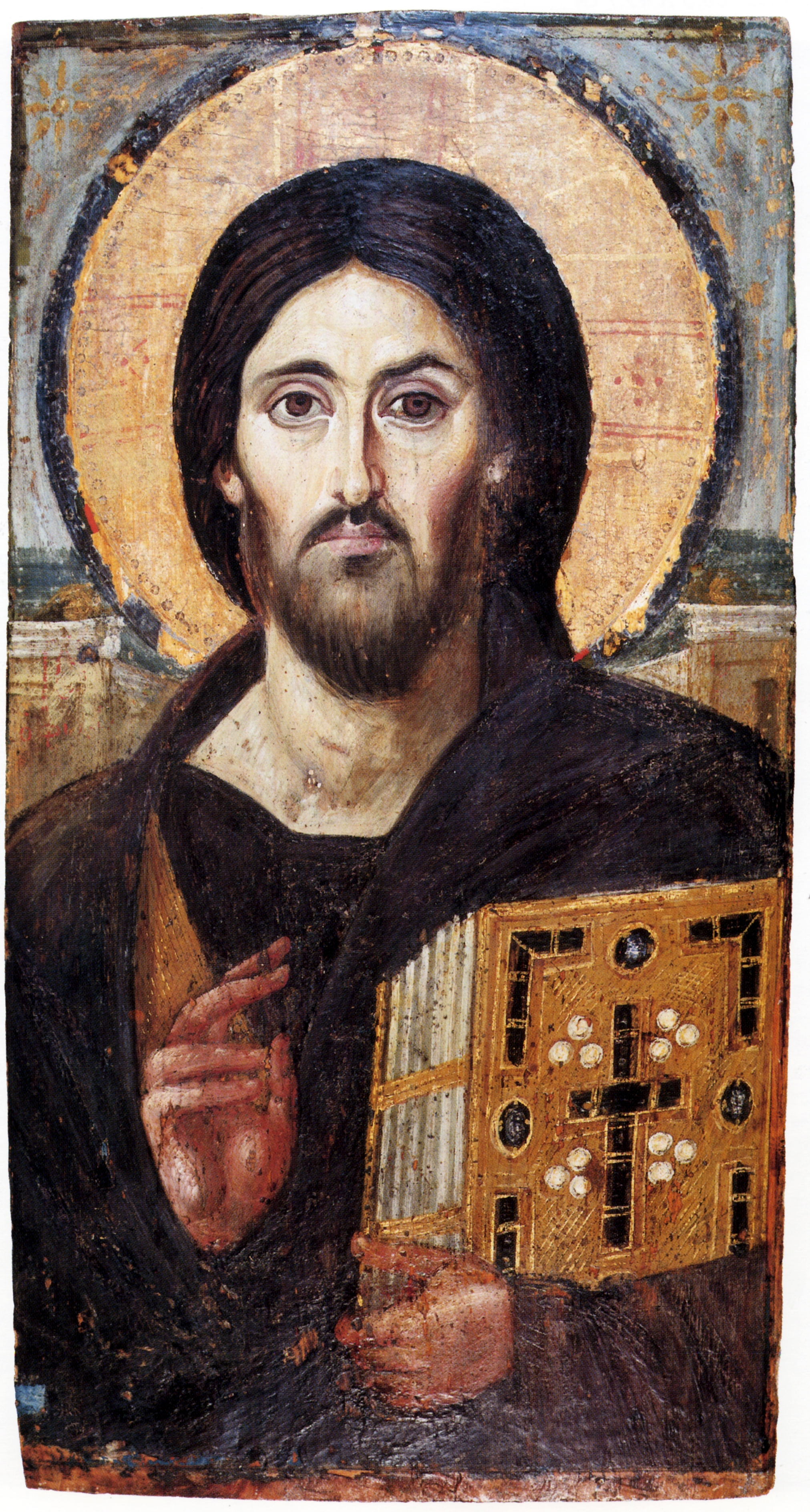
Icono de panel existente más antiguo de Cristo Pantocrátor, c..

Dentro de la tradición católica existen varias oraciones a Jesucristo. Estas oraciones tienen diversos orígenes y formas. Algunas se atribuyen a visiones de santos, otras se transmiten por tradición.
Algunas de estas oraciones se encuentran en la Raccolta, Libro de oraciones católico, publicado por primera vez en asociación con la Congregación para las Indulgencias católica  en 1807.
Varias de las oraciones enumeradas en este artículo se deben a santos, o han sido utilizadas por ellos (por ejemplo, Agustín de Hipona, Ignacio de Loyola, Luis María Grignion de Montfort, etc.), pero no suelen estar asociadas a una  devoción católica específica con un día de fiesta. Por lo tanto, se agrupan por separado de las oraciones que acompañan a las  devociones católicas a Cristo como el Santo Rostro de Jesús o Divina Misericordia.
En muchos casos se atribuyen promesas y poderes específicos a oraciones o devociones a Jesús aunque algunas oraciones de reparación no incluyen ninguna petición.

## Anima Christi
El significado literal de Anima Christi es Alma de Cristo. Se remonta a principios del siglo XIV o antes. En algún momento de la historia se atribuyó a san Ignacio de Loyola, que la utilizó en sus Ejercicios Espirituales, pero posteriormente se encontró en textos anteriores a san Ignacio.
La secuencia de frases de Anima Christi tiene ricas asociaciones con conceptos católicos que se relacionan con la Sagrada Eucaristía (Cuerpo y Sangre de Cristo), el Bautismo (agua) y la Pasión de Jesús ( Santas Llagas).
Jean-Baptiste Lully compuso un Motete llamado Anima Christi, y músicos como Giovanni Valentini lo interpretaron.

## Acto de consagración al Sagrado Corazón de Jesús
El Acto de Consagración al Sagrado Corazón de Jesús es una oración del siglo XVII de Santa Margarita María Alacoque. Formaba parte de las revelaciones privadas relatadas por ella sobre el Sagrado Corazón de Jesús.

## Oración de consagración al Sagrado Corazón de Jesús
El Papa León XIII compuso la Oración de consagración al Sagrado Corazón de Jesús en 1899 y la incluyó en su encíclica de 1899 Annum sacrum que consagraba el mundo entero al Sagrado Corazón de Jesús. La consagración fue motivada por las cartas enviadas al Pontífice por una monja del Buen Pastor, María del Divino Corazón, que afirmaba que en una visión de Jesucristo le habían dicho que solicitara la consagración.

## Oración a la herida del hombro de Jesús
La Oración a la herida del hombro de Jesús se atribuye a san Bernardo de Claraval Según san Bernardo, preguntó a Jesús cuál era su mayor sufrimiento no registrado y la herida que más dolor le infligió en el Calvario y Jesús le respondió:

Tuve en Mi Hombro, mientras llevaba Mi Cruz en el Camino de los Dolores, una Herida dolorosa que fue más dolorosa que las otras y que no está registrada por los hombres. Honra esta Herida con tu devoción y te concederé todo lo que pidas por su virtud y mérito.

La versión moderna de la oración lleva el imprimatur del Obispo Thomas D. Bevan, Diócesis de Springfield, Mass. 1892.

## Oración de San Juan Vianney a Jesús
San Juan Vianney compuso la Oración de San Juan Vianney a Jesús en el siglo XIX.
La oración refleja los profundos sentimientos religiosos de Vianney, que fueron elogiados por el Papa Juan XXIII en su encíclica Sacerdotii nostri primordia en 1959.
La oración se cita dentro del Catecismo de la Iglesia Católica.

## Tú eres Cristo
La antigua oración, Tú eres Cristo, fue compuesta por San Agustín de Hipona. Se trata de una oración un tanto larga y dividida en tres partes.
La primera parte es una lista de títulos y saludos a Jesús, a saber: mi Padre Santo, mi Dios Tierno, mi Gran Rey, mi Buen Pastor... mi Salvación Eterna.
La segunda parte consiste en un conjunto de preguntas de conversación, por ejemplo: ... ¿por qué he amado, por qué en toda mi vida he deseado algo más que a Ti, Jesús, mi Dios?
La tercera parte es una lista de peticiones, a saber: ...que todo sentimiento bueno que se ajuste a Tu alabanza, te ame, se deleite en Ti,.... ¡que me encuentre consumado contigo!

## Ofrenda de la mañana
La oración Ofrenda matutina al Sagrado Corazón de Jesús está pensada para ser rezada a primera hora de la mañana. Fue compuesta por el P. François Xavier Gaulrelet en 1844 y refleja la Alianza de los Corazones de Jesús y María al referirse al Corazón Inmaculado de María:
Oh Jesús por el Inmaculado Corazón de María,
te ofrezco mis oraciones, trabajos, alegrías, sufrimientos de este día,
en unión con el Santo Sacrificio de la Misa en todo el mundo.
las ofrezco por todas las intenciones de tu Sagrado Corazón:
la salvación de las almas, la reparación del pecado, la reunión de los cristianos;
y en particular por las intenciones del Santo Padre en este mes.
Amén.

## Oración de san Juan Gabriel Perboyre a Jesús
San Juan Gabriel Perboyre, sacerdote y mártir, compuso la Oración de san Juan Gabriel Perboyre a Jesús en el siglo XIX.
El tema de la oración es ayudar a transformarse para parecerse más a Jesús y desterrar del corazón, del alma y de la memoria todo lo que no se parece a Jesús. Esta oración transformadora se orienta hacia la afirmación de San Pablo en Gálatas 2:20: "Ahora no vivo yo, sino que Cristo vive en mí".

## Oración a Jesús de San Luis de Montfort
La Oración a Jesús de San Luis de Montfort es un reflejo de la filosofía de san  Luis de Montfort de "consagración total a Jesucristo a través de María" un tema que siglos más tarde influyó en el desarrollo de la mariología católica.
Aunque San Luis es quizás más conocido por su Mariología y su devoción a la Bendita Virgen María, su espiritualidad se fundamenta en el misterio de la Encarnación de Jesucristo, y está centrada en Cristo, como se refleja en sus obras recopiladas Solo Dios.
Como sugiere la oración, San Luis introdujo los conceptos clave que subyacen a la mariología católica hoy en día: que Jesús y María son hijo y madre, redentor y redimido y que el camino hacia Jesús pasa por María. Teológicamente, la oración refleja la inclusión inherente de la mariología en la cristología.

## Oración ante un Crucifijo
La Oración ante el Crucifijo suele rezarse arrodillado ante un crucifijo. Suele ser rezada por los católicos después de la Comunión o después de la Misa.
Los fieles reciben una  indulgencia parcial si rezan la oración después de la Comunión ante un crucifijo. Los viernes de Cuaresma, la indulgencia es una indulgencia plenaria.